# Stadium Gal
Le Stadium Gal est un stade de football situé à Irun dans la province du Guipuscoa en en Espagne. Construit en 1926, puis rénové en 1997, il accueille les rencontres à domicile du Real Unión Club. Il se trouve à moins de 500 mètres de distance de la frontière franco-espagnole.

## Histoire
Le Real Unión Club, fondé en 1925, utilise jusqu'en 1926 le Campo de Amute pour disputer ses rencontres, ce stade était situé au nord d'Irun, à Fontarrabie. Grâce à la générosité de Salvador Echeandía Gal (es), un homme d'affaires local, qui offre 313 000 pesetas, le club achète 20 000 m2 de terrain le long de la Bidassoa, à l'est de la ville pour construire son nouveau stade,. Le stade est inauguré, le 19 septembre 1926, lors d'une rencontre entre le Real Unión Club et le FC Barcelone. Le match disputé devant 15 000 spectateurs se termine sur un match nul deux buts partout.

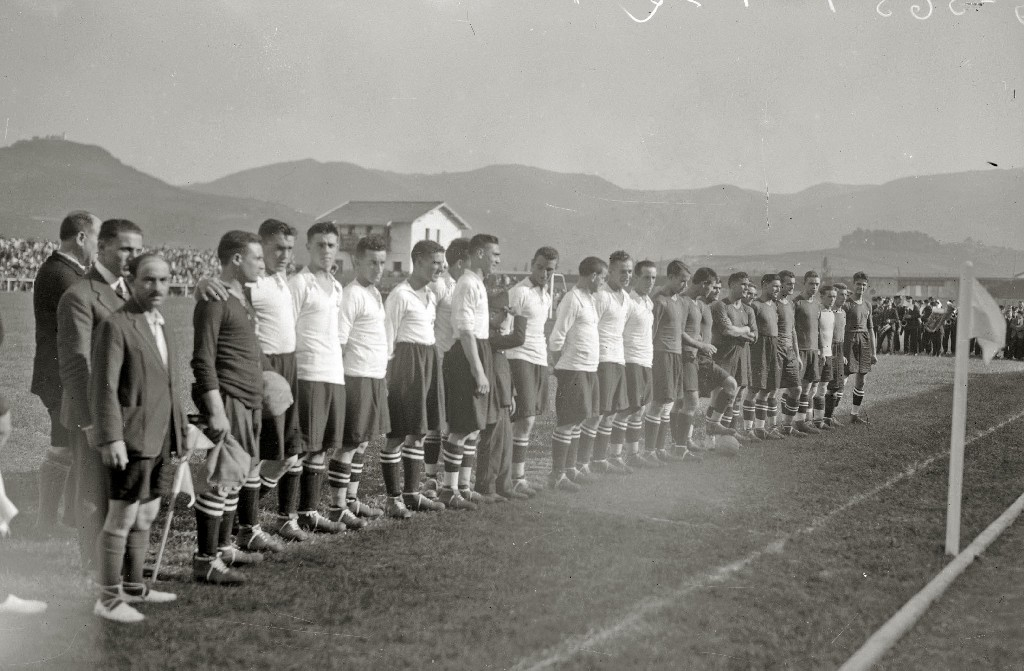
Les équipes du Real Unión Club et du FC Barcelone, lors de l'inauguration du stade

En 1937, un camp de concentration est créé à proximité du stade par le régime franquiste. Plus de 4 000 personnes, majoritairement des réfugiés, passent par ce camp de 1937 à 1940, avant soit d'être libérés, soit d'être emprisonnés dans d'autres camps.
En 1949, un vélodrome est construit autour du terrain à l'initiative du président du Real Unión Club, Jose Antonio Ponte, pour un coût de 150 000 pesetas. Son inauguration a lieu l'année suivante, le 29 juin 1950,.
Au début des années 1990, le stade est dans un état de vétusté avancé, il est reconstruit au cours de l'année 1997 et inauguré en août 1998. Depuis 2008, un projet de rénovation urbaine autour du stade est porté par la mairie d'Irun mais celui-ci est controversé,.
Le 30 novembre 2008, lors des seizième finale de la Coupe du Roi opposant le Real Unión Club au Real Madrid, le Madrilène Rubén de la Red s'effondre dans la surface de réparation à la treizième minute de la rencontre, victime d'une syncope aiguë. Il est contraint d'arrêter sa carrière professionnelle deux ans plus tard pour des problèmes cardiaques. La rencontre se termine par la victoire de la Real trois buts à deux. Lors du match retour, le club crée la surprise en éliminant le Réal après une défaite quatre buts à trois à Santiago-Bernabéu.

## Structures et équipements
Le stade a une capacité de 5 000 places assises dont 1 700 dans la tribune principale et 1 300 dans la tribune Est, deux autres petites tribunes sont disposées derrière chaque but. Un toit est ajouté à la tribune Est en 2005. La surface de jeu mesure 100 mètres de longueur sur 65 mètres de largeur.

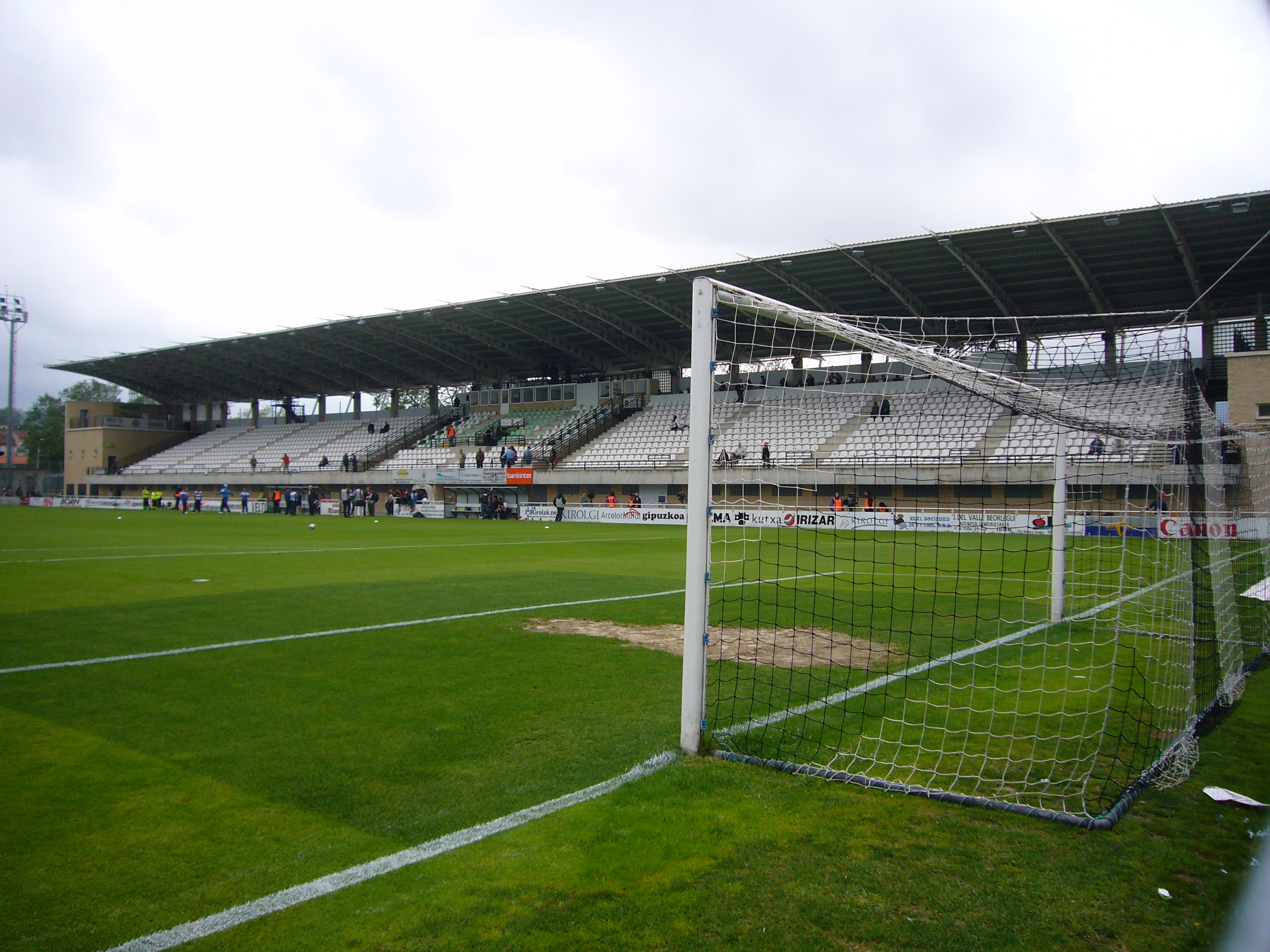
Vue de la tribune du Stadium Gal depuis un des buts.
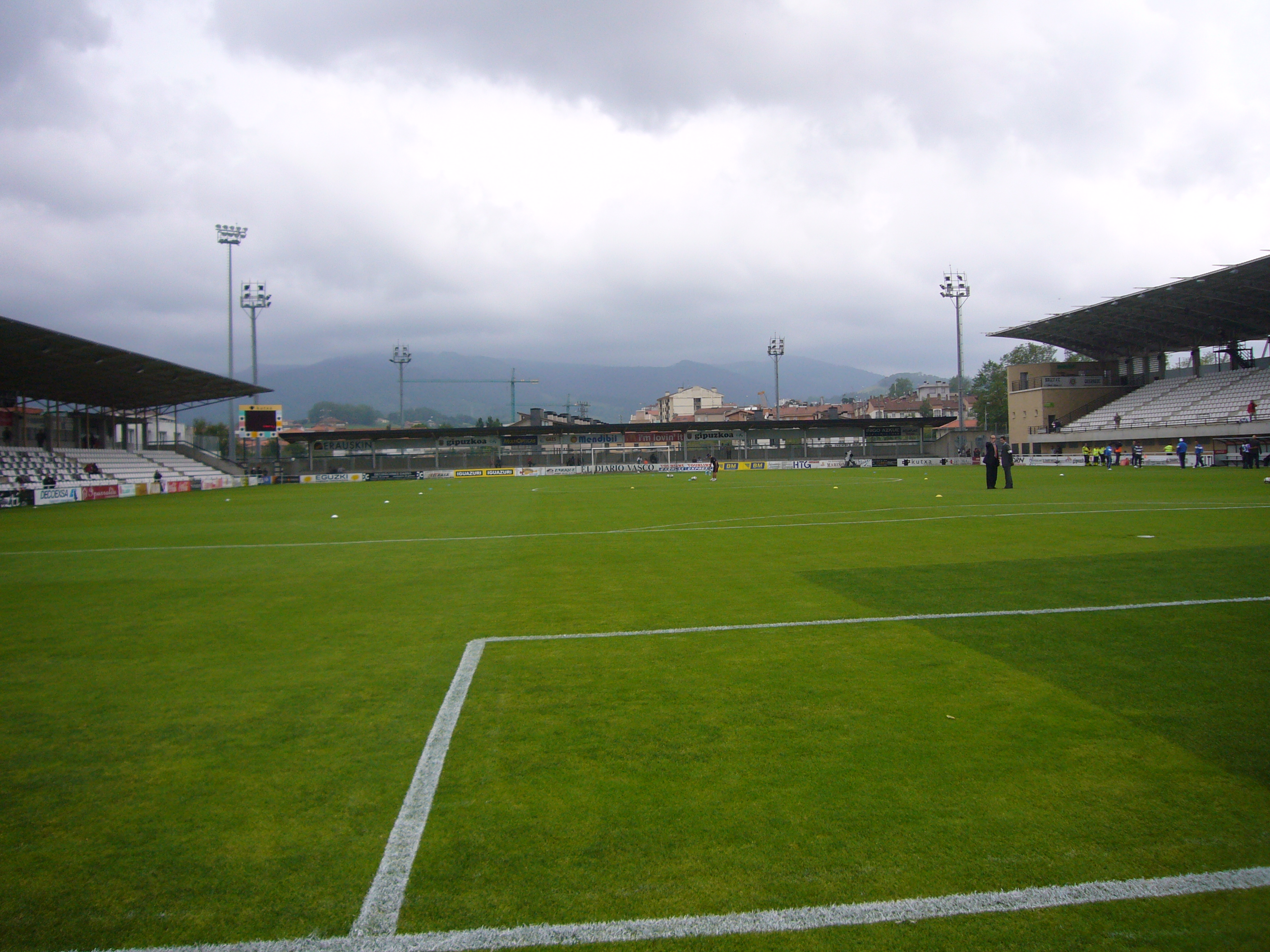
Vue du Stadium Gal depuis le but nord

## Utilisations
Le stade accueille les rencontres à domicile du Real Unión Club. Il a été l'hôte, le 23 juin 1966, d'une rencontre amicale entre la sélection du Pays basque et le Real Madrid. Les Madrilènes s'imposent sur le score de deux buts à zéro,.
Lorsque le stade possédait un vélodrome, il a accueilli l'arrivée de la sixième étape du Tour d'Espagne 1950. Elle voit la victoire d'Emilio Rodríguez au sprint. De nombreuses autres épreuves se sont déroulées également sur le vélodrome.